# Reims-Gueux
Reims-Gueux foi um circuito de corridas de esporte a motor localizado na cidade de Gueux, Marne, França.

## História
O circuito foi construído em 1912. Já abrigou 11 Grande Prêmio da França de Fórmula 1 de 1950 até 1966. Exceções em: 1952, 1957, 1962 e 1964 que foi realizado em Rouen e 1965 em Clermont-Ferrand.
Em 1999, no inverno, uma avalanche destruiu a bancada principal. Desde então o circuito foi abandonado, exceto o paddock, que virou um hotel.

## Vencedores de GPs de Fórmula 1 em Reims
| Ano                      | Vencedor                         | Chassi/Motor  | Resumo   |
| ------------------------ | -------------------------------- | ------------- | -------- |
| 1966                     | Jack Brabham                     | Brabham-Repco | Detalhes |
| Não houve em 1964 e 1965 |                                  |               |          |
| 1963                     | Jim Clark                        | Lotus-Climax  | Detalhes |
| 1962                     | Bruce McLaren                    | Cooper-Climax | Detalhes |
| 1961                     | Giancarlo Baghetti               | Ferrari       | Detalhes |
| 1960                     | Jack Brabham                     | Cooper-Climax | Detalhes |
| 1959                     | Tony Brooks                      | Ferrari       | Detalhes |
| 1958                     | Mike Hawthorn                    | Ferrari       | Detalhes |
| 1957                     | Luigi Musso                      | Ferrari       | Detalhes |
| 1956                     | Peter Collins                    | Ferrari       | Detalhes |
| Não houve em 1955        |                                  |               |          |
| 1954                     | Juan Manuel Fangio               | Mercedes      | Detalhes |
| 1953                     | Mike Hawthorn                    | Ferrari       | Detalhes |
| 1952                     | Jean Behra                       | Gordini       | Detalhes |
| 1951                     | Juan Manuel Fangio Luigi Fagioli | Alfa Romeo    | Detalhes |
| 1950                     | Juan Manuel Fangio               | Alfa Romeo    | Detalhes |
| 1949                     | Louis Chiron                     | Talbot-Lago   | Detalhes |
| 1948                     | Jean-Pierre Wimille              | Alfa Romeo    | Detalhes |
| 1947                     | Birabongse Bhanubandh            | Simca-Gordini | Detalhes |
| 1947                     | Christian Kautz                  | Maserati      | Detalhes |